# Bruno Bartolozzi
Bruno Bartolozzi   (Florència, 8 de juny de 1911 - Fiesole, 12 de desembre de 1980) va ser un violinista i compositor italià, pioner en la recerca de nous sons per a instruments de vent.

## Biografia
Bruno Bartolozzi va néixer de família pobra, es va veure obligat a guanyar-se la vida aviat a causa de la malaltia i després la mort del seu pare (un invàlid de la Gran Guerra); Va aconseguir, amb molts esforços, estudiar i graduar-se en violí als 19 anys, al Conservatori de Florència. Després d'anys passats tocant a les orquestres que acompanyaven els espectacles als cinemes, va guanyar un concurs per a professors d'orquestra al Teatro Comunale de Florència, on va romandre fins a mitjans dels anys setanta. Al mateix temps va obtenir la càtedra de Pràctica Orquestral del Conservatori.
Després de la guerra Bartolozzi va estudiar composició al conservatori de Florència amb Paolo Fragapane i posteriorment amb Luigi Dallapiccola, graduant-se l'any 1949. Les primeres composicions importants es remunten a l'any 1952 i van estar influenciades per la tècnica dodecà lògica i l'escola Dallapiccola.
L'any 1954, juntament amb altres joves estudiants del Conservatori, va crear la "Schola Fiorentina", una col·laboració entre estudiants que sense una intenció programàtica concreta (vegeu per exemple el Grup dels Sis a França) buscaven la comparació, la discussió i l'intercanvi sobre els temes que s'ofereixen. per la música contemporània que, després de la guerra, finalment va trobar espai també a Itàlia. A més del mateix Bartolozzi, Carlo Prosperi, Arrigo Benvenuti, Alvaro Company, Reginald Smith-Brindle i Sylvano Bussotti formen part d'aquest petit grup de compositors. Alguns d'aquests músics i compositors (Company, Smith-Brindle, Bussotti) poc després es van traslladar a estudiar a l'estranger i, per tant, la seva activitat, tant concertística com professional, els va allunyar de Florència durant molts anys.
La figura de Bartolozzi com a compositor es pot entendre no només fent referència als estudis realitzats a una edat avançada (un fet provocat no només per la necessitat de suportar els seus estudis fent d'instrumentista, sinó també per l'esclat de la guerra). , per la relació que el va vincular amb la figura de Luigi Dallapiccola i l'ús de la tècnica dodeca, per a composicions que van des de 1952 fins a 1960. Citem per exemple el Quartet de corda (dedicat a Dallapiccola).
Després de 1960 va tenir un període de transició que el va portar a explorar el so orquestral o d'un sol instrument d'una altra manera, fins que va iniciar una investigació que el va portar, amb el conegut de Sergio Penazzi, a convertir-se en fagot principal de l'Orchestra della Scala de Milà. , a una exploració acurada de múltiples sons, és a dir, aquells sons sorgits d'alguns instruments de vent basats en diferents posicions de digitació. Aquesta recerca sistemàtica sobre instruments de vent, realitzada juntament amb els instrumentistes Sergio Penazzi per al fagot, Lawrence Singer per a l'oboè, Giuseppe Garbarino per al clarinet, Pierluigi Mencarelli per a la flauta, va culminar l'any 1967 amb la publicació del volum New sounds for Woodwinds publicat per "Oxford University Press" a Londres, seguit de la publicació de l'edició alemanya el 1971 i finalment de la italiana el 1974 amb el títol Nuovi suoni per i legni edita dalla Suvini Zerboni.
El tercer període compositiu es pot identificar amb l'inici de la composició de les Concertazioni, peces per a petit conjunt, en què la tècnica dels sons múltiples s'acompanya d'una nova manera d'escriptura musical, de nous signes que volen empènyer l'intèrpret, ja en 'acte visual d'aproximació a la pàgina de la composició, per trobar un alè que, des de l'escriptura musical, porti el so a assumir una presència diferent a l'espai i, per tant, condueixi l'oient a una manera diferent d'escoltar (citem com a referència posterior aquella definició de tragèdia de l'escolta, definida per Luigi Nono, per la necessitat d'escoltar d'una altra manera la pròpia escriptura musical).
La paradoxa que distingeix la trajectòria musical d'aquest autor està representada pel fet que, molt conegut a Europa, sobretot als països de parla anglesa, i a Amèrica, es pot definir objectivament com gairebé desconegut a les sales de concert italianes (a part d'algunes feines que conreen interessos per la investigació sonora múltiple). El catàleg d'obres de Bartolozzi no és extens: inclou una seixantena de títols, entre obres publicades i inèdites, entre elles algunes composicions juvenils o puntuals.

## Textos/manuals educatius
- Nous sons per a Woodwinds, Oxford University Press, Londres
- Nous sons per a vent-fusta, Edizioni Suvini Zerboni, Milà
- Mètode per a oboè en col·laboració amb Lawrence Singer, Edizioni Suvini Zerboni, Milà
- Mètode per a clarinet en col·laboració amb Giuseppe Garbarino, Edizioni Suvini Zerboni, Milà
- Mètode per a fagot en col·laboració amb Sergio Penazzi, Edizioni Suvini Zerboni, Milà
- Mètode per a flauta en col·laboració amb Pierluigi Mencarelli, Edizioni Suvini Zerboni, Milà